# Alvorada (Rio Grande do Sul)
Alvorada egy község (município) Brazíliában, Rio Grande do Sul államban, Porto Alegre metropolisz-övezetében (Região Metropolitana de Porto Alegre, RMPA). Székhelye Alvorada város, mely összenőtt Porto Alegrevel, és elsősorban alvóváros szerepét tölti be. 2020-ban a község népességét 211 352 főre becsülték, ezzel az állam kilencedik legnépesebbje.

## Története
Viamão része volt, melynek környéke 1732-től kezdett el benépesülni és 1880-ban alakult községgé. A mai Alvorada területét 1952-ben nyilvánították hivatalosan Viamão kerületévé Passo do Feijó néven. 1965-ben Passo do Feijó kivált Viamãoból, és 1966-ban független községgé alakult Alvorada néven.
Nevének jelentése hajnal, és állítólag a lakosokra utal, akik korán reggel kelnek, hogy időben beérjenek a munkahelyre.

## Leírása
Porto Alegre metropolisz-övezetének (Região Metropolitana de Porto Alegre, RMPA) része. Székhelye Alvorada, további kerülete Estância Grande. Porto Alegre és Alvorada határa a Feijó-patak (Arroio Feijó).
Alvorada a 2010-es évek bűnügyi statisztikái szerint Rio Grande do Sul állam legveszélyesebb városa. 2018-ban 100 000 lakosra 157 gyilkosság jutott (az állami átlag 6,8), 1771 lopás, 3599 rablás, 245 letartóztatás kábítószer-kereskedelem miatt. A bűnüldözési szervek sikeres fellépésének köszönhetően a számok évről évre csökkennek.